# Villares de la Reina (kommunhuvudort)
Villares de la Reina är en kommunhuvudort i Spanien. Den ligger i provinsen Provincia de Salamanca och regionen Kastilien och Leon, i den centrala delen av landet, 180 km väster om huvudstaden Madrid. Villares de la Reina ligger 812 meter över havet och antalet invånare är 4 079.
Terrängen runt Villares de la Reina är platt. Runt Villares de la Reina är det ganska glesbefolkat, med 34 invånare per kvadratkilometer. Närmaste större samhälle är Salamanca, 4,6 km söder om Villares de la Reina. Trakten runt Villares de la Reina består till största delen av jordbruksmark.